# Велесова книга
Ве́лесова кни́га (також Влес-Книга) — літературний фальсифікат, створений в XIX або ймовірніше XX столітті. Текст імітує праслов'янську мову та містить опис історії, міфології та релігії слов'янських племен «русів». Імовірно, автором тексту є історик-аматор Юрій Миролюбов. Згідно з його твердженнями, він був лиш перекладачем, а оригіналом були дерев'яні дощечки знайдені у 1919 році, на Харківщині художником Федором Ізенбеком і втрачені під час Другої світової війни.
Наукова спільнота спеціалістів у галузі слов'янської філології та історії вважає Велесову книгу безумовною пізньою підробкою, а мову тексту — вигаданою дилетантами. Підробленість доводиться аналізом мови, якою вона написана, безліччю історичних анахронізмів, великою кількістю суперечностей у розповідях про історію знахідки та обставинами її публікації. Утім, існують окремі науковці та ентузіасти, які відмовляються брати до уваги численні факти та обстоюють її давньослов'янське походження. Деякі неоязичники розглядають Велесову книгу як священне писання слов'ян, проте інші це заперечують.

## Історія тексту
Усі відомості про історію тексту до моменту публікації виходять від емігранта, автора художніх творів та творів зі слов'янського фольклору Юрія Миролюбова.
Згідно з його розповідями Велесову книгу було знайдено 1919 року полковником російської Добровольчої армії Алі Ізенбеком у розграбованій поміщицькій садибі у селі Великий Бурлук, що на Харківщині. Текст ВК був вишкрябаний швайкою чи випалений на березових (за іншими даними дубових) дощечках розміром 38 на 22 см, завтовшки до 1 см, після чого покриті лаком чи олією та нанизані на ремінець. У 1925 Ізенбек оселився у Брюсселі, де познайомився з Юрієм Петровичем Миролюбовим — білоемігрантом з України. За освітою Миролюбов був інженером-хіміком, але дуже цікавився слов'янськими старожитностями. Подальша доля Велесової книги тісно пов'язана саме з цією постаттю.
Миролюбов наступним чином викладає обставини знахідки:
Упродовж 1925—1939 років Миролюбов намагався реставрувати дощечки, переписувати їх, розшифровувати і фотографувати. Ізенбек не дозволяв виносити дощечки зі свого приміщення та відхилив пропозиції бельгійських науковців, які хотіли зайнятися вивченням дощечок. Миролюбову вдалося переписати більшу частину і зберегти достатньо чітке зображення однієї з табличок і ще кілька (до шести) менш чітких. Якісна світлина була зроблена лише з 16-ї дощечки, яка й дала назву книзі (текст цієї дощечки починається словами: «Влес книгу сію»). 1940 року Брюссель потрапив під німецьку окупацію, а у серпні 1941 року Ізенбек помер. Самі таблички безслідно зникли.
У 1954—1959 рр. частину ВК було опубліковано в журналі «Жар-птица» у Сан-Франциско. Редактор журналу А. А. Куренков отримав тексти ВК від Миролюбова. Після цього дослідженням книги почав займатись М. Ф. Скрипник, який також отримав копії переписаних Миролюбовим текстів. Він опублікував тексти Велесової книги у Канаді у 70-х роках XX століття. Саме це видання Скрипника вважається найбільш повним та точним.

## Наукові експертизи тексту Велесової книги

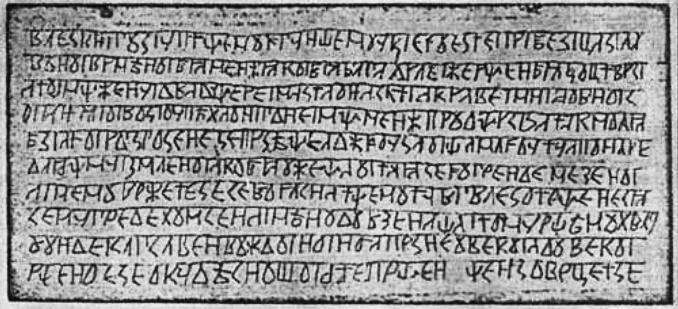
Фотографія дощечки № 16 Велесової книги

Першу експертизу проводила Академія наук СРСР на запит емігранта з Києва ентомолога Сергія Лєсного за посередництва Мельбурнського університету (Австралія) наприкінці 1950-х років. Експертний висновок підготувала палеограф Лідія Жуковська. Вона охарактеризувала текст як підробку.
Другу експертизу провів співробітник Інституту історії російської літератури АН СРСР Олег Творогов, який дослідив надіслані Борисом Ребіндером (Франція) тексти з архіву Юрія Миролюбова, надруковані М. Скрипником в українських виданнях Лондона та Гааги. Він також дійшов висновку, що текст є фальшивим.
З кінця 80-х років XX століття текст вивчав український філолог Борис Яценко, який відстоював справжність тексту. Він вважав «дощечки Ізенбека» копією кінця XVII століття, яка в свою чергу була зроблена з копії XV століття, що й призвело до наявності морфологічних та фонетичних помилок, виявлених Жуковською і Твороговим.

## Зміст Велесової книги

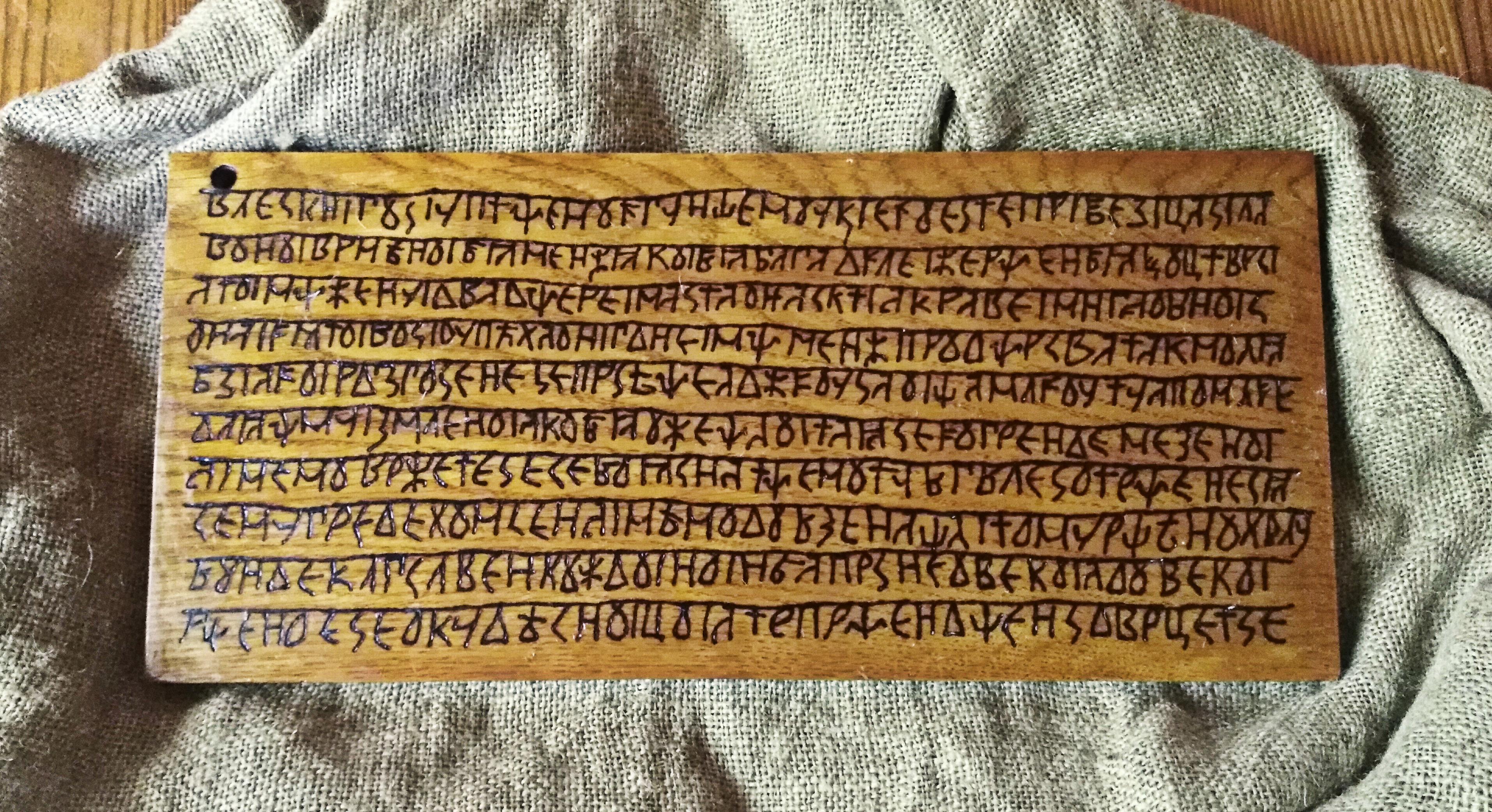
Реконструкція дощечки № 16 Велесової Книги з архівного фонду РО «Релігія Природи»

Велесова книга викладає історію східних слов'ян (іменованих, зокрема, русами та русичами) від міфологічних пращурів до варяга Ерека (деякими коментаторами ототожнюється з Рюриком). Власне історія викладається непослідовно, народи різних епох начебто зводяться в один час, складається враження, що ігноруються західна і південна гілки слов'янських племен, використовуються літературні назви історичних персонажів (відомі за римсько-візантійськими джерелами боспорський цар Мітрідат, готський вождь Германаріх, вождь антів Мезамір). Імена давніх героїв мають пізньослов'янську етимологію, відмінну від ранньослов'янських імен (відомих з синхронних римсько-візантійських джерел), у текстах також використовуються історико-географічні терміни, що виникли пізніше. Географія представлена в розпливчастих межах, сполучаючи віддалені один від одного місцевості в єдиний театр дії.
Більшу частину текстів займає прославляння самих русичів з протиставленням їм візантійців і готів, перераховуються язичницькі боги, поверхово описуються обряди русів.
«Релігія ВК» не є ні політеїстичною, ні монотеїстичною, а сприймає «слов'янських богів» як «єдину групу богів, які нерозривно об'єднані в Сварозі-небі»; тобто забороняється й «улещувати» = «підвищувати в статусі» окремих богів, і відділяти їх від Сварога-неба :

що в перекладі Г. С. Лозко означає:
Важливим божеством був Триглав, який єдиний в трьох особах — бог Сварог, бог Перун і бог Світовид. Крім Триглава в «Велесовій книзі» згадуються численні слов'янські божества, а також вводиться вчення про Яв, Прав і Нав, яке отримало значний розвиток в сучасному рідновірстві. Деякі сюжети перегукуються з відомими записами з XVI—XVIII ст., наприклад «Сказання про Славеня і Руса», а також із «Словом о полку Ігоревім».

### Образи «Велесової книги», які не мають пояснень в сучасній науці
«Велесова книга» має безліч уривчастих розповідей (та образів), які не мають інтерпретацій-пояснень у сучасній науці:
- Невідомі науці «міста Велесової книги»: Ворензенць, Іронь, Карань, Голунь (вона ж РусьКолунь та РусаГрад), тоді як відомі науці міста (Київ, Новгород, Корсунь-Херсонес) постають на тисячоліття давнішими, аніж це загальновизнано.
- Історичні події та їх датування:
 — похід русів у війську Набусара;
 — прихід слов'ян на Дніпро — з «гори Ірської» (в районі Індії);
 — датування періоду слов'яно-готських воєн; та періоду «приходу варягів на Русь».
- Згадуються невідомі історіографії «історичні лідери Руси»: Орій, Кісько, Свентояр, Скотень, Криворіг, Сегеня, Барвлень та інші.
- У галузі міфології є ряд образів, які невідомі «в загальновизнаних джерелах по міфології слов'ян»:
 — птиця-блискавка, богиня перемоги «Матір Слава» (вона ж «Матір Сва») — є «найпопулярнішим божеством Велесової книги», згадується у «Велесовій книзі» 63 рази (частіше за будь-яке інше божество);
 — бог «Влес» у Велесовій книзі — має зовсім інші функції (він вчитель землеробства, ремесел, заповідей моралі), аніж «скотій бог Велес» в традиції Руси;
 — божественні поняття «Яво, Право, Наво» — з яких у «рідновір'ї» виводять поняття «православ'я».

## Прихильники та противники давньослов'янського походження текстів

### Противники
Противники давньослов'янського походження текстів Велесової книги вважають її або підробкою Олександра Сулакадзева початку 19 століття (Лідія Жуковська), або творчістю самого Миролюбова (Олег Творогов). До цієї думки схиляється більшість науковців-славістів.
Окрім зазначених вище д.ф.н. Творогова О. В. та Жуковської Л. П., фальсифікацією Велесову книгу вважає низка фахівців зі слов'янських мов: лінгвіст і джерелознавець, фахівець у царині давньослов'янських мов А. А. Алєксєєв; член-кореспондент РАН В. І. Буганов; академік Борис Рибаков; історик Н. Н. Данилевський; дослідниця слов'янської писемності І. В. Уханова; історик та архівіст, член РАН В. П. Козлов; автор дисертації «„Велесова книга“ у світлі історіографії фальсифікацій та видавничої практики XX століття» В. А. Соболев; Ф. П. Філін; професор української філології Григорій Грабович (США); академік НАН України Григорій Півторак; Л. Шульман; І. Лучук; історик і академік НАНУ Петро Толочко; журналіст Юрій Рудницький та інші.
За словами академіка А. А. Залізняка, «Велесова книга» є особливою гілкою аматорської лінгвістики зі створення текстів на уявній прадавній мові, що прямо зображує велич предків, і спроба видати такий текст за древній. Груба і примітивна підробка цього твору не викликає у професійних лінгвістів ніякого сумніву, бо автор уявляв собі мову древніх слов'ян просто як суміш сучасних мов, довільно спотворював слова, замінюючи в них літери, додаючи зайві склади, обрубуючи закінчення в наївному переконанні, що все це створить враження давнини.
Михайло Брайчевський у своїй книзі «Походження слов'янської писемності» зазначає:

### Прихильники
З-поміж фахівців автентичність давньослов'янських текстів підтримують: доктор філологічних наук Бєгунов Юрій Констянтинович (Росія), письменник Радивой Пєшич, переклад сербохорватською мовою якого був виданий у 1997 р. у Белграді (Сербія); доктор філологічних наук Радоміл Міроєвіч (Сербія), філолог-славіст Борис Яценко (Україна).
Сьогодні основна підтримка Велесовій книзі виходить від ентузіастів. Це наприклад, професор філософії Володимир Шаян; доктор історичних наук Петро Панченко; доктор філологічних наук, професор Олесь Білодід; доктор філологічних наук, професор Григорій Клочек; доктор філологічних наук, професор Василь Яременко; професор-філолог Іван Ющук; письменники Валерій Шевчук, Володимир Коломієць, Микола Костенко, Микола Карпенко, Богдан Сушинський, Сергій Піддубний; філолог сходознавець-санскритолог С. Наливайко; кандидат філософських наук Галина Лозко; кандидат технічних наук Олексій Шпоть.

## Інші дерев'яні письмові пам'ятки
- В Кореї відомі тексти, які звуться Трипітака Кореана. Вони написані на 80 тисячах дерев'яних табличок в 13-му столітті.
- Книга Оера Лінда[en], подібний ймовірно підроблений документ, що стосується Германської міфології
- Античні воскові таблички
- Новгородські берестяні грамоти.
- Новгородський кодекс (кінець 10 ст.)